# Сарыкольцы
Сарыкольцы — один из памирских народов. Сарыкольцы — единственный из памирских народов, живущий только на территории Восточного Туркестана. Являются потомками древнего коренного населения. Живут в Синьцзян-Уйгурском автономном районе Китая в долине реки Ташкурган (Сарыкол) и долинах её притоков Тагармасу, Вача, а также в долине реки Марьян и в долине реки Раскемдарья ниже устья Марьяна. Долина Ташкургана (Сарыкола) отделёна от Таджикистана Сарыкольским хребтом, а с востока ограничена Кашгарским хребтом и хребтом Ташкургантаг. 
Корнилов, побывавший в Ташкургане, пишет, что «представителями древней арийской расы в Кашгарии являются таджики Сарыкола… Сарыкольские таджики, или «сарыколи» как они называют себя, живут оседло в долинах Ташкургана, Тагармы, Вачи, Мариона и по Яркенд-дарье от Мариона до Касараба… По своему происхождению сарыкольцы — родственники таджикам Вахана, Шугнана и Рошана; говорят на особом наречии древне-персидского языка».
Сарыкольский язык принадлежит к числу памирских восточноиранских языков индоевропейской семьи, тогда как таджикский язык — к западноиранским языкам, и в классификационном отношении входит в шугнано-рушанскую группу памирских языков. Сарыкольский язык — бесписьменный, поэтому школа и средства массовой информации в их среде функционировали на уйгурском языке, что и обусловило двуязычие Сарыкола. Название языка — сарыкольский – происходит от названия реки Сарыкол (Ташкурган), в долине которой живут носители этого языка.
Численность — около 25 тыс. человек. Переписи населения Китая включают памирские народы (сарыкольцев, а также ваханцев) в состав таджиков, которых в Китае по переписи 2000 года было 41 028 человек, в том числе в Синьцзян-Уйгурском автономном районе 39 493 человек, из которых в округе Кашгар 33 611 человек, в том числе в Ташкурган-Таджикском автономном уезде — 23 350 человек (84 % от населения уезда).